# Deropeltis madecassa
Deropeltis madecassa är en kackerlacksart som beskrevs av Henri Saussure 1891. Deropeltis madecassa ingår i släktet Deropeltis och familjen storkackerlackor.
Artens utbredningsområde är Madagaskar. Inga underarter finns listade i Catalogue of Life.